# DZV'82
DZV'82 is een zaalvoetbalvereniging uit Dodewaard in de Nederlandse provincie Gelderland. De thuiswedstrijden worden gespeeld in Sporthal De Eng.
Het 1e team speelt in de Hoofdklasse. DZV'82 heeft ook een damesteam, zij begonnen in de 1e klasse en zijn begin 2012 gepromoveerd naar de Hoofdklasse.